# Șepetivka
Șepetivka (în ucraineană Шепетівка, în poloneză Szepetówka) este oraș regional în regiunea Hmelnîțkîi, Ucraina. Deși subordonat direct regiunii, orașul este și reședința raionului Șepetivka. 

## Demografie
Componența lingvistică a orașului Șepetivka
     Ucraineană (93,46%)
     Rusă (5,69%)
     Alte limbi (0,37%)
Conform recensământului din 2001, majoritatea populației orașului Șepetivka era vorbitoare de ucraineană (93,46%), existând în minoritate și vorbitori de rusă (5,69%).

## Galerie de imagini

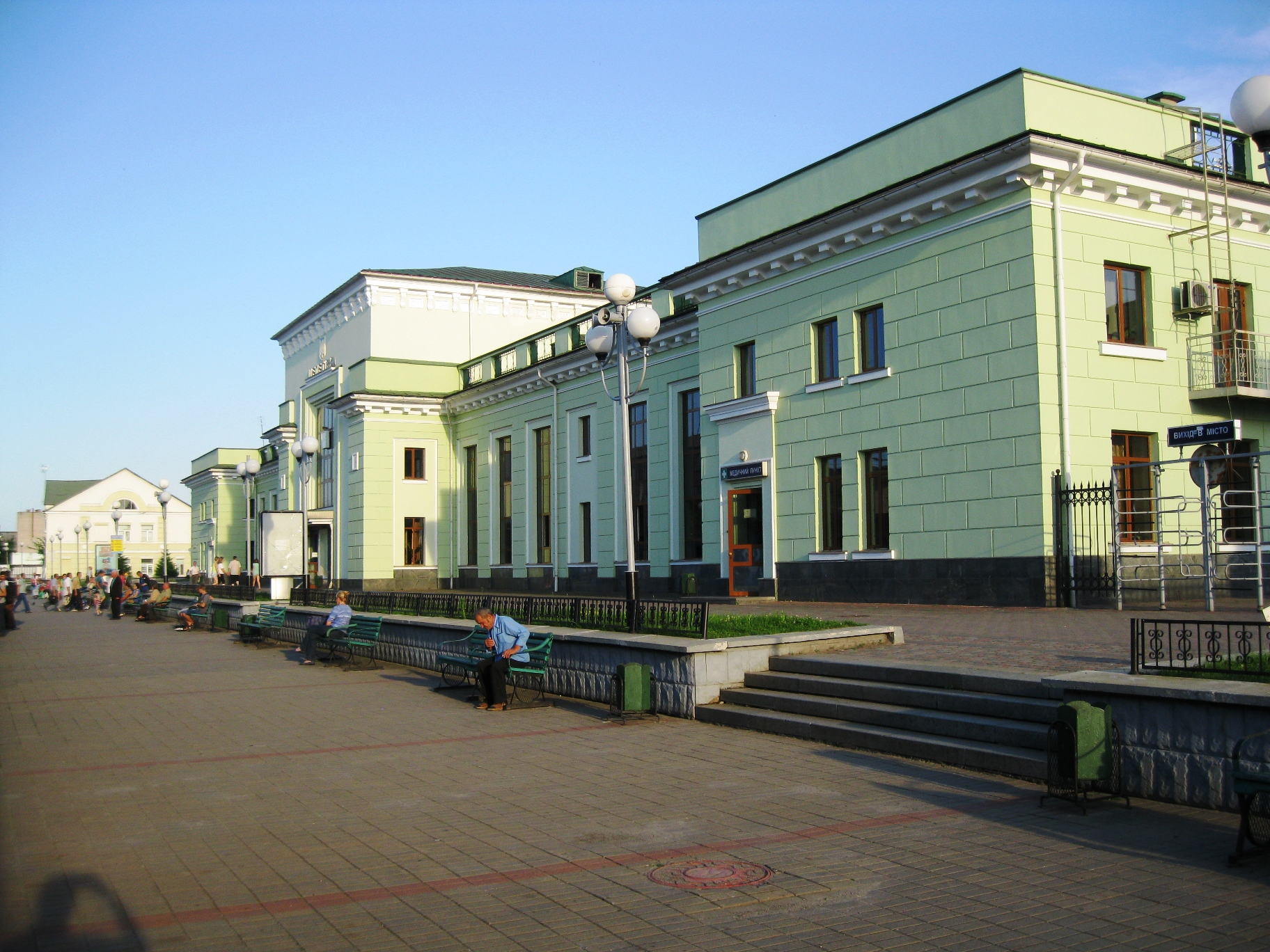
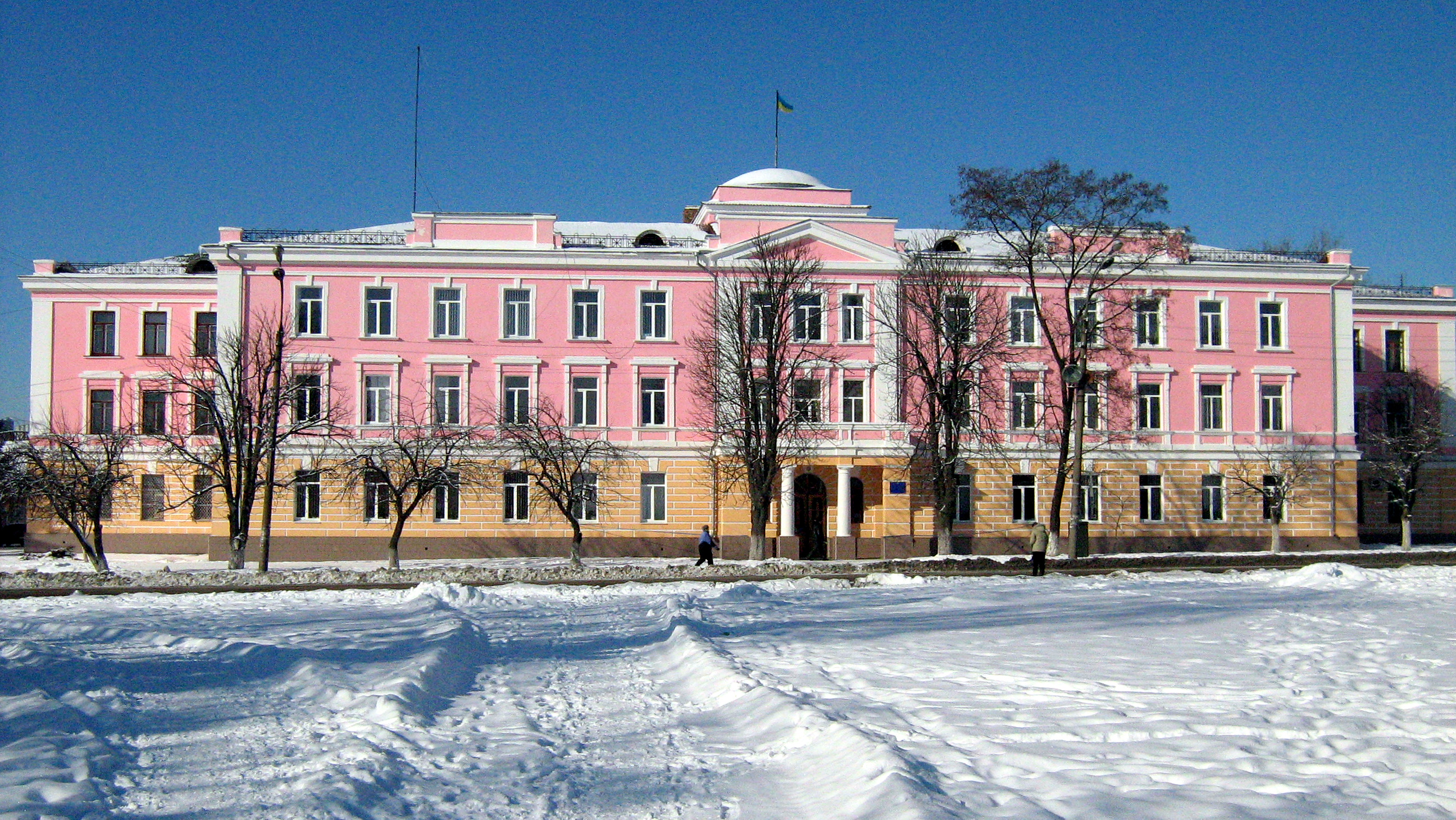
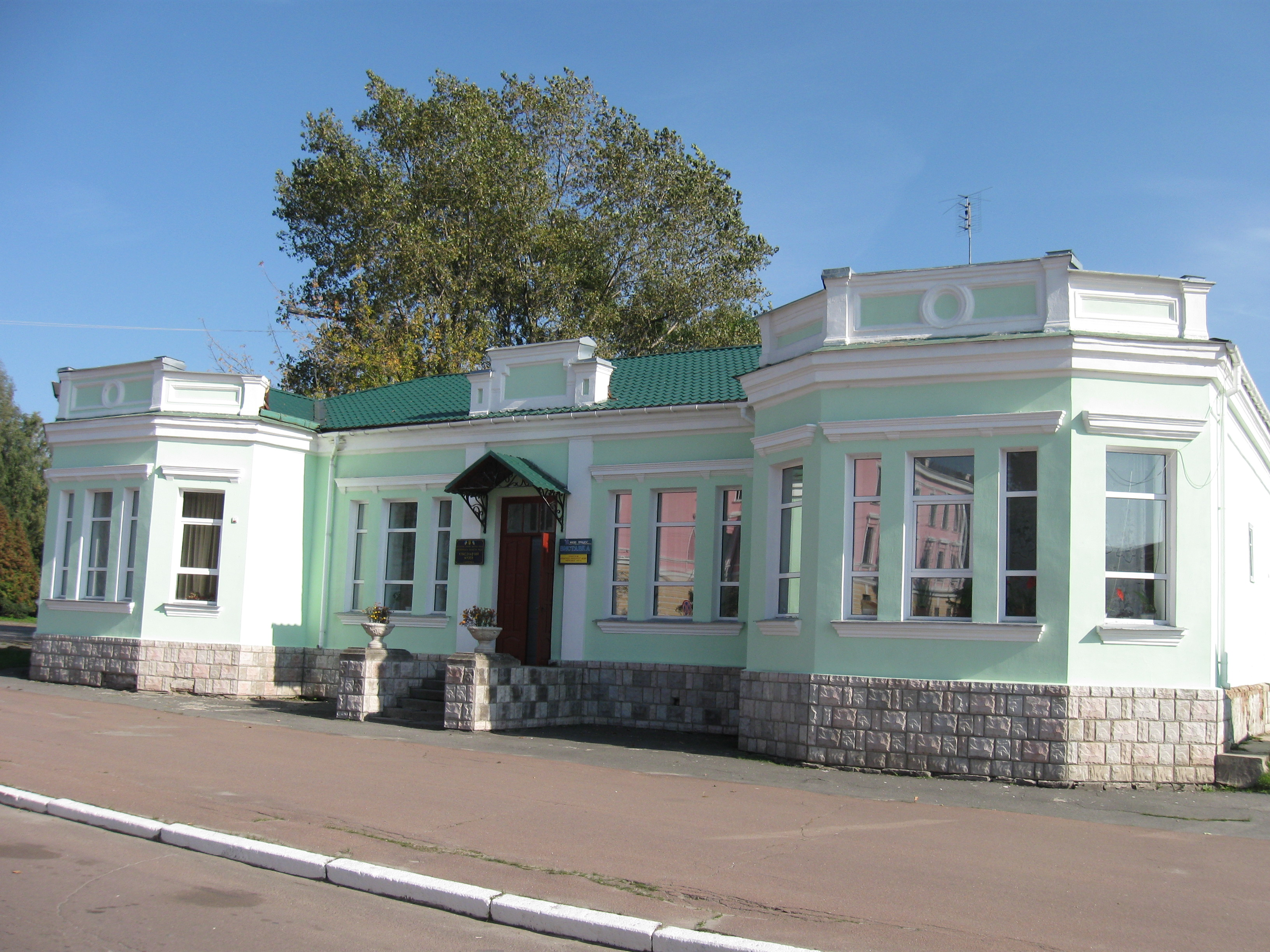
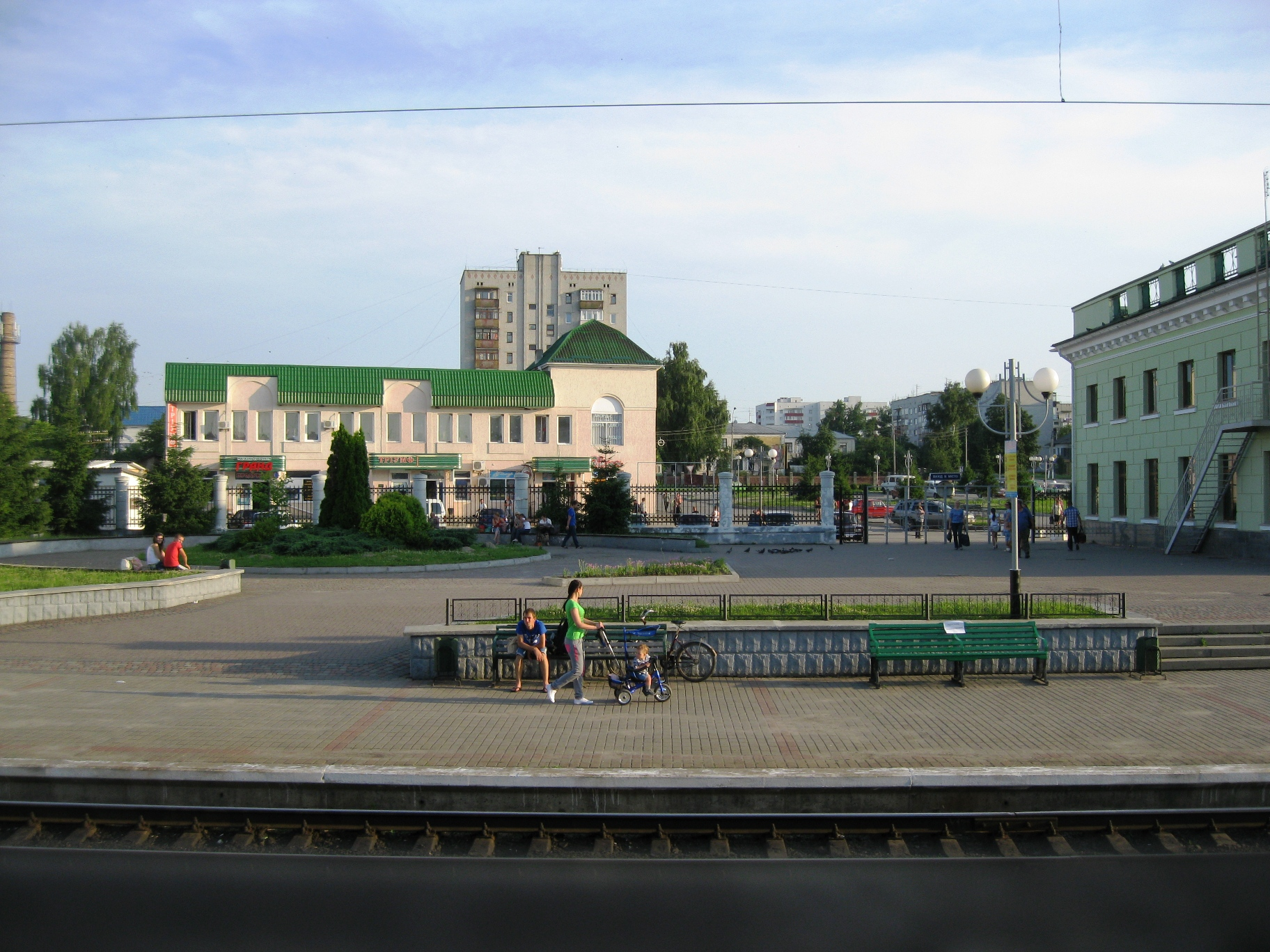
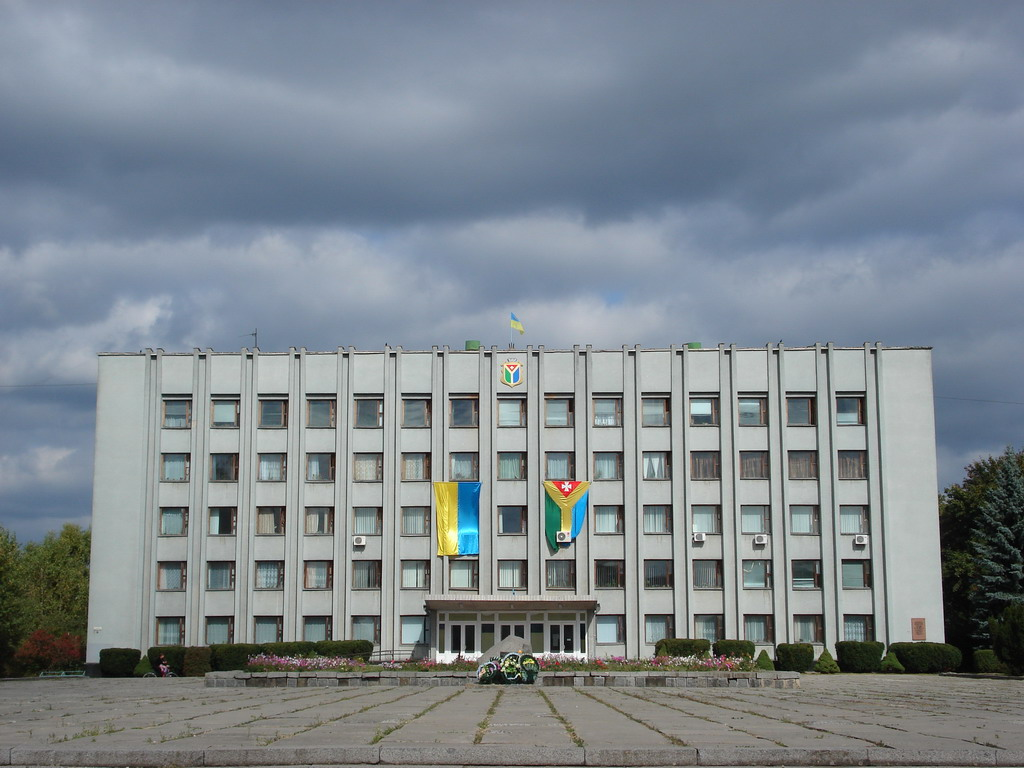

## Istoric
Uniunea statală polono-lituaniană 1594–1793

 Imperiul Rus 1793–1917

 RSS Ucraineană 1920–1922

 Uniunea Sovietică 1922–1941

 Imperiul German (ocupația) 1941–1944

 Uniunea Sovietică 1944–1991

 Ucraina 1991–prezent 